# Ypati
Ypati (en griego: Υπάτη) es un pueblo y anterior municipio en Ftiótide, una unidad periférica de Grecia. Desde la reforma del gobierno local de 2011, forma parte del municipio de Lamía, del cual es una unidad municipal. La unidad municipal tiene un área de 257.504 km². Su población en 2011 era de 4541 para la unidad municipal y 496 para el asentamiento de Ypati. La ciudad tiene una larga historia, fundada a principios del siglo VI o V a. C. como la capital de los enianes. Durante la época romana la ciudad prosperó y fue considerada como la principal ciudad de Tesalia, así como un obispado. Probablemente fue abandonado en el siglo VII como resultado de las invasiones eslavas, pero fue restablecido en el siglo IX como Neopatras. La ciudad se hizo prominente y fue la capital del principado griego de Tesalia desde 1268 hasta 1318 y del ducado de Neopatria de 1319 a 1391. Fue conquistada por los otomanos a principios del siglo XV y permaneció bajo su dominio hasta la guerra de independencia griega.